# Ikarion
Die Ikarion Software GmbH war ein Hersteller von Computerspielen mit Sitz in Aachen. Die größten kommerziellen Erfolge erzielte das Unternehmen mit der PC-Umsetzung von Demonworld und dem Fußballmanager Hattrick!.
Ikarion wurde 1993 gegründet und wurde zu einem der größeren und erfolgreicheren Spieleentwickler in Deutschland. Trotz des zu 60 bis 70 % fertiggestellten DSA-Rollenspiels Armalion konnte 2001 kein Investor gefunden werden. Das Unternehmen wurde endgültig am 18. Dezember 2001 aufgelöst.
Aus der Konkursmasse erwarb Ascaron später die Rechte von Ikarion und übernahm einige ehemalige Projekt-Mitarbeiter. Auf Basis von Armalion entwickelte Ascaron das erfolgreiche Action-Rollenspiel Sacred.
Das Entwicklerteam firmiert seit der Übernahme als Tochter von Ascaron unter dem Namen Studio II Software.

## Veröffentlichte Spiele
- Zeppelin - Giants of the Sky (1994)
- Mad News (1994)
- Mad News: Extrablatt (1994)
- Hattrick! (1995)
- Caribbean Disaster (1995)
- BattleRace (1995)
- Project Paradise (1997)
- Demonworld (1997)
- Bonn Ouvert (1998)
- Hattrick! Wins (1999)
- Demonworld 2 (2000)